# Antoni Caicedo i Iglesias
Antoni Caicedo i Iglesias (Barcelona, 1949) és un antic jugador d'hoquei sobre patins català de les dècades de 1960 i 1970.

## Trajectòria
Es formà a les categories inferiors del HC Sant Just, on jugà entre 1960 i 1968, any en què marxà juvenil del FC Barcelona. Seguidament pujà al primer equip del Barça, on jugà fins a 1976, vivint el començament de la primera època daurada del club, en les quals guanyà les primeres Copes d'Europa de l'entitat.
Fou internacional amb la selecció espanyola en categories inferiors, essent segon al Campionat d'Europa júnior de 1969.
Entre 1996 i 2000 tecnic Escola F.C. Barcelona
Entre 2000 i 2002 entrena al equip infantil del F.C. Barcelona
Entre 2002 i 2005 entrenà els equips infantil i juvenil del Sant Just.

## Palmarès
FC Barcelona
- Copa d'Europa:
  - 1972-73, 1973-74
- Lliga d'Espanya:
  - 1973-74
- Copa d'Espanya:
  - 1972, 1975
  - Com a entrenador :
  - Campio d´Catalunya i España, infantil.
  - 2000-2001 i 2001-202